# Trachemys scripta
La tartaruga americana, o tartaruga dalle orecchie gialle, (Trachemys scripta (Thunberg in Schoepff, 1792)) è una testuggine appartenente alla famiglia degli emididi.

## Descrizione
Dimorfismo sessuale: il riconoscimento del sesso avviene attraverso l'individuazione dei caratteri sessuali secondari piuttosto evidenti nei soggetti adulti e subadulti. La coda del maschio è più lunga, robusta, grossa e larga alla base, unghie molto sviluppate soprattutto alle estremità degli arti anteriori e carapace appiattito. La femmina ha coda e unghie corte e carapace bombato.

## Biologia

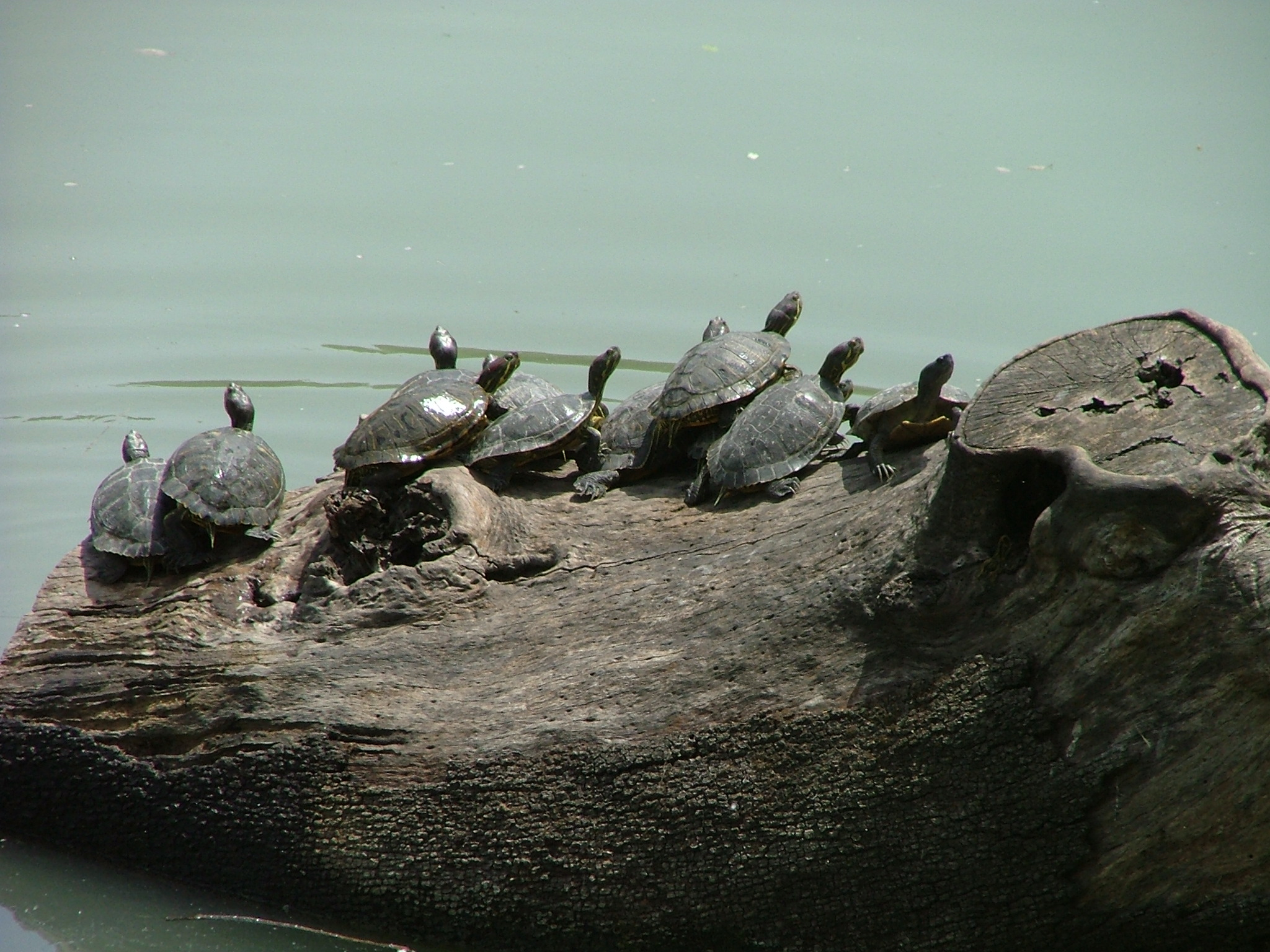
Un gruppo si espone ai raggi solari su un tronco emerso.

Pacifiche, di solito vivono in gruppi non superiori alla decina di esemplari.

### Alimentazione
È una specie onnivora. Da piccola ha una dieta prevalentemente carnivora e a base di pesce e larve di insetti, da adulta, invece, preferisce alimenti di origine vegetale.
La dieta delle tartarughe acquatiche non è monospecifica, dunque alimentarle con mangimi monotematici industriali non è una scelta coerente con le necessità dell'animale.

### Riproduzione

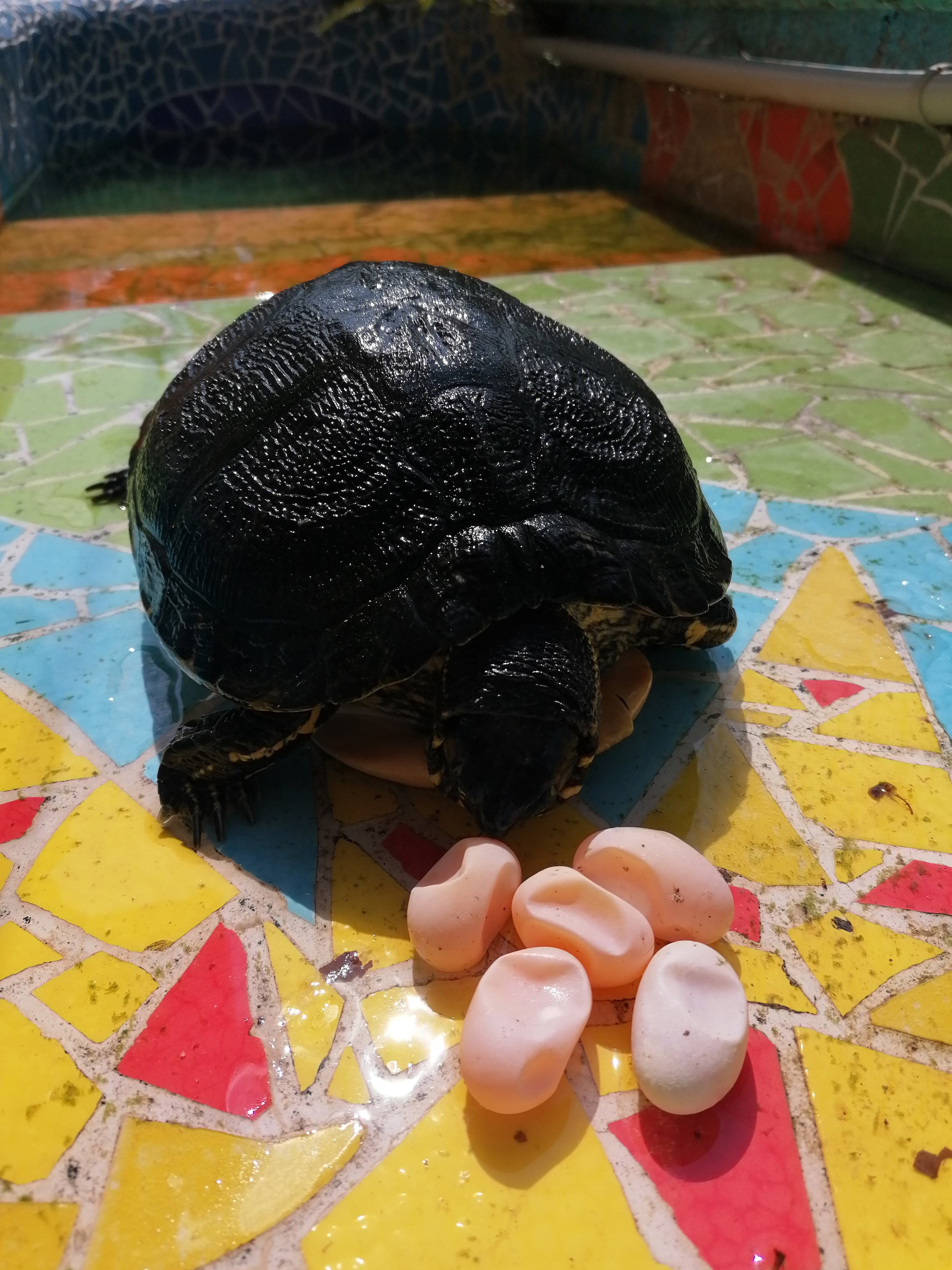
Un esemplare di T. s. scripta con le sue uova

L'accoppiamento avviene in acqua, durante il quale il maschio esegue una singolare danza facendo vibrare le unghie anteriori contro il muso della femmina, dopodiché avviene la vera e propria copula. La femmina sarà pronta per la deposizione dopo circa 30 giorni, e cercherà un luogo sabbioso e umido dove deporre le uova. Capita spesso che scavi diverse buche di prova prima di deporre. Una volta trovato il luogo adatto depone dalle 2 alle 30 uova in una buca a forma di fiasco profonda circa 8–12 cm, dopodiché la ricopre con cura e non lascia alcuna traccia. Le deposizioni variano da una a tre nell'arco di una stagione riproduttiva. Le uova schiudono dopo 70-120 giorni, a seconda della temperatura di incubazione che deve essere compresa tra i 26 e i 32 gradi centigradi (temperature più basse comportano tempi più lunghi e prevalenza di nascite di sesso maschile e viceversa). Le uova assorbono acqua durante l'incubazione, diventando man mano più grandi e rigide. È molto importante che le uova non vengano girate rispetto alla posizione iniziale in quanto ciò comporterebbe la morte dell'embrione.

## Distribuzione e habitat
Il loro habitat preferito sono i laghi, gli stagni e i fiumi dal corso d'acqua lento e fangoso con abbondanza di piante acquatiche. 
D'estate al prosciugarsi delle pozze d'acqua scavano delle buche nel fango o si riparano nei boschi o nell'erba alta.
È originaria degli Stati Uniti sudorientali, e del Messico nordorientale.
La specie è diffusa come specie aliena anche in molti paesi europei tra cui Francia, Spagna, Germania e Italia.

## Sistematica

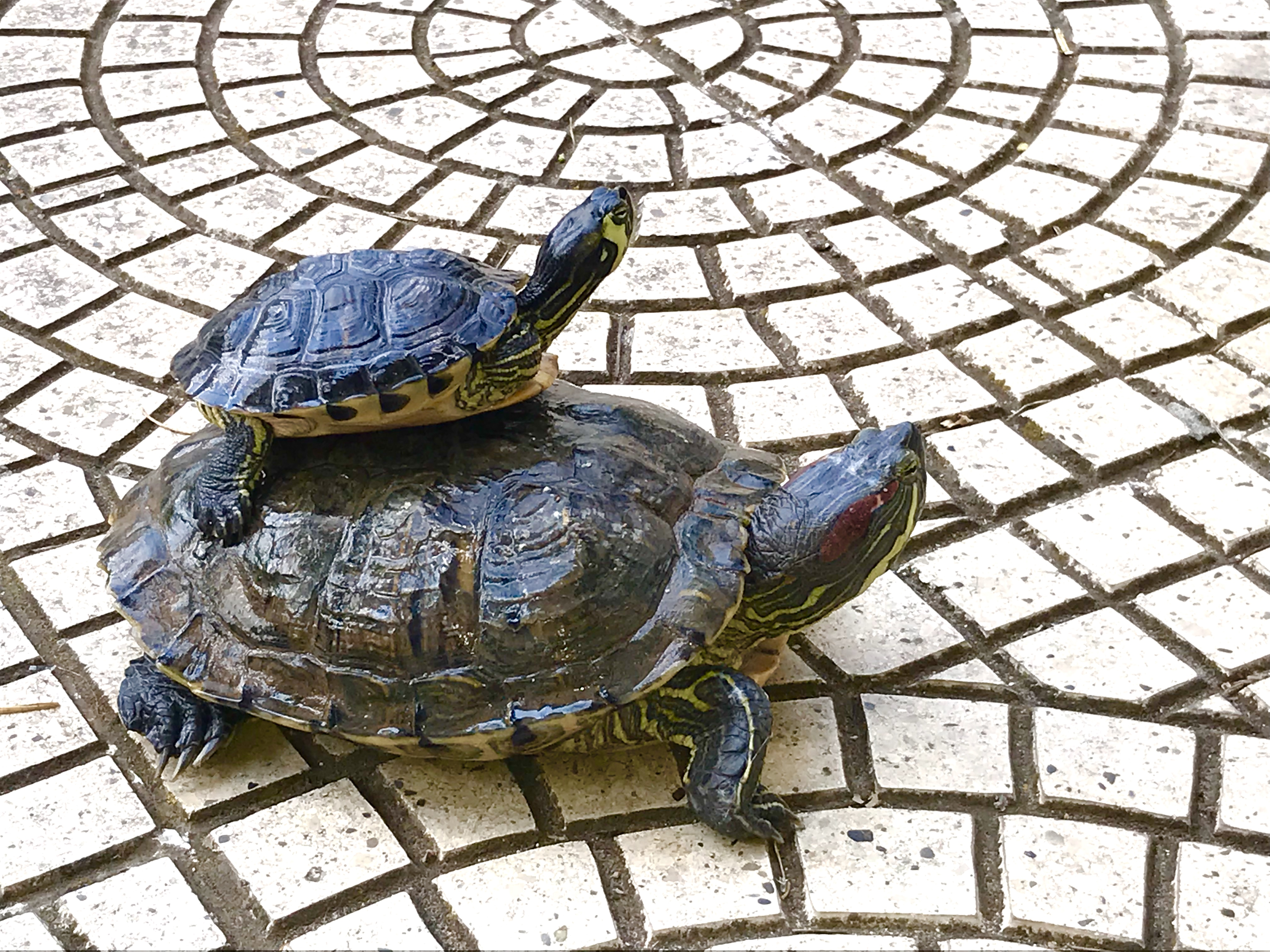
Una giovane T. scripta scripta sul dorso di una T. scripta elegans.

Precedentemente erano riconosciute una quindicina di sottospecie, ora elevate quasi tutte a specie; attualmente sono riconosciute le 3 seguenti sottospecie:
- Trachemys scripta elegans (Wied-Neuwied, 1839) - Centro e sud degli Stati Uniti
- Trachemys scripta scripta (Thunberg in Schoepff, 1792) - Sud-est degli Stati Uniti
- Trachemys scripta troostii (Holbrook, 1836) - alto bacino del fiume Tennessee

## Eco-etologia in Italia

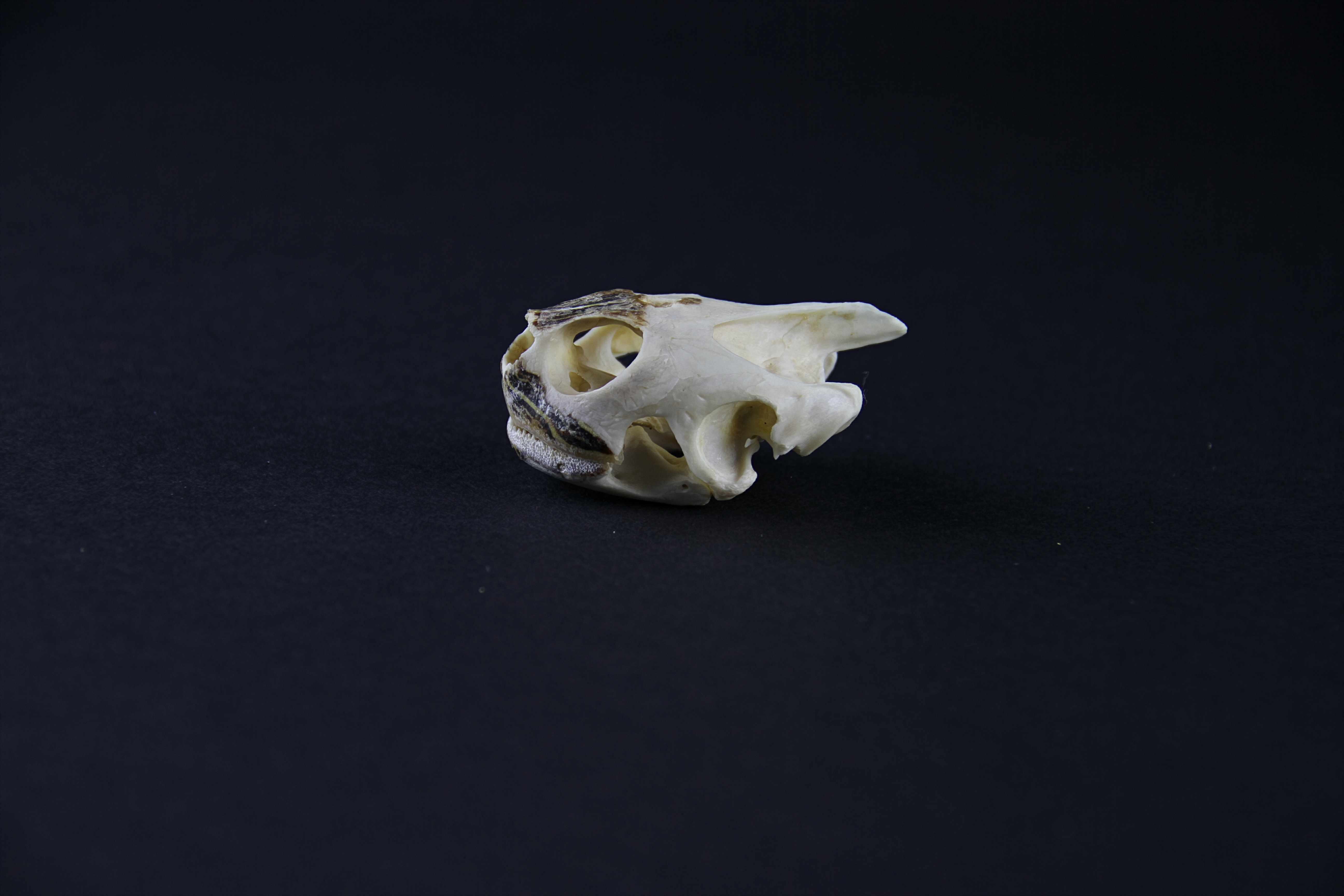
Cranio.

La Trachemys scripta è inserita nell'elenco mondiale delle 100 tra le specie più invasive.
Questa specie viene comunemente ritenuta una temibile predatrice di anfibi, pesci e uccelli acquatici e concausa della diminuzione degli esemplari dell'autoctona Emys orbicularis.
Tale luogo comune è in contrasto con studi italiani ed europei che evidenzierebbero che la specie nei primi anni di vita sia prevalentemente insettivora convertendosi da adulta a prettamente vegetariana ed opportunistica, con scarse capacità predatorie, al contrario della prettamente carnivora E. orbicularis, inoltre non sono stati evidenziati casi di predazione alla piccola fauna simpatrica, pesci e pulli di rallidi e di anatidi.
La specie è inclusa tra quelle di cui si deve denunciarne il possesso e il decesso quando esso avvenga, non può essere abbandonata ma consegnata a specifiche strutture pubbliche o private individuate dalle Regioni e dalle Province autonome di Trento e Bolzano in accordo al Decreto Legge 230/2017, l'obbligo di consegna vige anche per gli esemplari accidentalmente trovati liberi, essendo una specie per la quale è previsto l'obbligo di eradicazione.
Si stima che in Italia ogni anno giungano circa 900.000 testuggini e l'abnorme diffusione degli esemplari, negli specchi, nei corsi d'acqua, e nelle fontane e laghi dei parchi pubblici è dovuta esclusivamente al continuo rilascio di esemplari adulti o subadulti capaci di superare con una fase di letargo i rigori invernali, cosa non possibile per i giovani esemplari. 
Nelle varie zone climatiche italiane è stato osservato che le deposizioni di uova raramente portano alla schiusa e che gli esemplari sopravvivono solo in condizioni di semilibertà in ambienti lacustri protetti e nelle zone meridionali con inverni meno rigidi.
La T. scripta è soggetta a tutti i fattori antropici negativi a cui è soggetta la E. orbicularis e la sua massiccia presenza è dovuta solo al continuo costante rilascio di svariate decine di migliaia di esemplari adulti e subadulti ben alimentati nella fase di allevamento domestico, cosa che fa superare la fase di riduzione naturale per predazione a cui sono sottoposti i giovani esemplari selvatici.
Analizzando tutti questi fattori è stato ipotizzato che senza questi continui rilasci questa specie sarebbe destinata a scomparire in alcune decine di anni per la sua scarsa capacità di riprodursi e la presenza di numerosi predatori per gli esemplari neonati nei nostri ecosistemi; e quindi sia da ritenere sì alloctona ma non specie acclimatata.

## Stato di conservazione
La specie non è a rischio.

## Terrariofilia
Specie estremamente versatile si adatta alle condizioni di gestione casalinghe anche più disperate. Come vasche plastiche e in vetro. In età adulta e sub-adulta, invece, deve disporre di un ampio laghetto esterno dove effettuare il letargo. Proprio a causa di questo fenomeno negli anni si sono registrati molte fughe e abbandoni.